# Magnitudine fotografica
In astronomia la magnitudine fotografica di un corpo celeste è la sua magnitudine apparente valutata sulla base delle fotografie in cui viene ritratto. Prima dell'avvento dei fotometri, la stima della magnitudine apparente di un oggetto veniva effettuata tramite le immagini di una fotocamera. Queste immagini, impresse su pellicola o su lastra, erano più sensibili alle onde blu dello spettro visibile rispetto all'occhio nudo o ai moderni fotometri. Di conseguenza, le stelle di colore blu erano valutate di magnitudine minore (cioè più brillanti) rispetto a quanto non risulti oggi sulla base della strumentazione più moderna. Invece, le stelle rosse apparivano più deboli e, quindi, veniva a loro assegnata una magnitudine maggiore rispetto a quanto non venga fatto oggi. Per esempio, la supergigante rossa variabile KW Sagittarii ha magnitudine fotografica da 11,0 a 13,2, ma oggi le viene assegnata una magnitudine apparente compresa fra 8,5 e 11.
Il simbolo per la magnitudine fotografica apparente è mpg, mentre il simbolo per la magnitudine assoluta fotografica, cioè della magnitudine assoluta valutata sulla base della luminosità del corpo nelle fotografie, è Mpg. 
La magnitudine fotografica è oggi considerata una misura obsoleta.